# Phelsuma barbouri
Phelsuma barbouri is een hagedis die behoort tot de gekko's. Het is een van de soorten madagaskardaggekko's uit het geslacht Phelsuma.

## Naam en indeling
De wetenschappelijke naam van de soort werd voor het eerst voorgesteld door Arthur Loveridge in 1942. De soortaanduiding barbouri is een eerbetoon aan de Amerikaanse herpetoloog Thomas Barbour (1884 - 1946).

## Uiterlijke kenmerken
Phelsuma barbouri bereikt een totale lichaamslengte inclusief staart tot 13,5 centimeter. De hagedis heeft een groengrijze tot blauwgroene kleur, aan de flanken is een heldergroene lengtestreep aanwezig. De kop en de bovenzijde van de flanken is meestal bruin gekleurd met lichtere vlekken. Het aantal schubbenrijen op het midden van het lichaam bedraagt 92 tot 108.

## Levenswijze
Madagaskardaggekko's zijn typische boombewoners maar Phelsuma barbouri vormt hierop een uitzondering en leeft voornamelijk op de bodem. Ze jagen hier op insecten zoals kevers. De vrouwtjes zetten eieren af. Opmerkelijk is dat de jongen met rust gelaten worden door de ouderdieren, bij de meeste madagaskardaggekko's worden de juvenielen vaak opgegeten door de volwassen exemplaren.

## Verspreiding en habitat

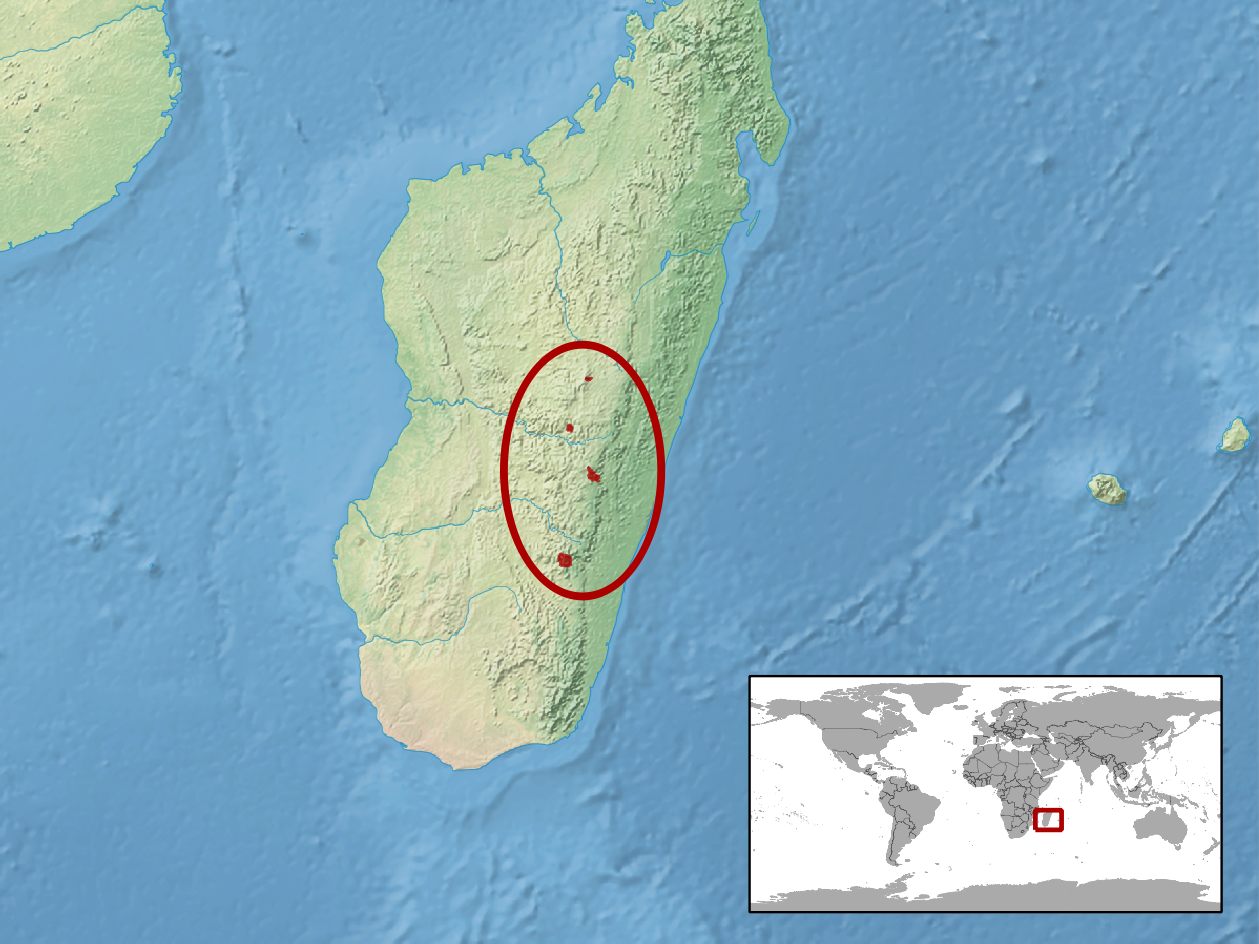
Verspreidingsgebied in het rood.

De soort komt voor in delen van Afrika en leeft endemisch in oostelijk Madagaskar. De habitat bestaat uit droge savannen en rotsige omgevingen. De soort is aangetroffen op een hoogte van ongeveer 1600 tot 2640 meter boven zeeniveau.

## Beschermingsstatus
Door de internationale natuurbeschermingsorganisatie IUCN is de beschermingsstatus 'veilig' toegewezen (Least Concern of LC).